# Zabiele (powiat moniecki)
Zabiele – wieś w Polsce położona w województwie podlaskim, w powiecie monieckim, w gminie Jaświły.
W latach 1975–1998 miejscowość należała administracyjnie do województwa białostockiego.
W miejscowości znajduje się kaplica pw. św. Stanisława Kostki, w strukturze administracyjnej kościoła rzymskokatolickiego należąca do Parafii św. Wawrzyńca w Dolistowie.

## Ludzie urodzeni w Zabielu
- Tadeusz Pikus – polski duchowny rzymskokatolicki, profesor nauk teologicznych, biskup pomocniczy warszawski w latach 1999–2014, biskup diecezjalny drohiczyński od 2014.